# Louis Julliot
Louis Julien Clément Julliot (Tongeren, 20 oktober 1795 - 7 mei 1881 was een Belgisch volksvertegenwoordiger.

## Levensloop
Hij was een zoon van Jean Julliot en van Anne Van Bloer. Hij trouwde met Françoise Rigo.
Jullien was bestendig afgevaardigde voor Limburg van 1830 tot 1842. Hij werd ook gemeenteraadslid (1828) en schepen (1829) van Tongeren. Van 1851 tot 1878 was hij burgemeester van Piringen.
In 1848 werd hij verkozen tot volksvertegenwoordiger voor het arrondissement Tongeren en vervulde dit mandaat tot aan zijn dood. Hij behoorde eerst tot de liberale partij, maar vertegenwoordigde vanaf 1856 de katholieke partij.